# Classe Gal
La classe Gal de sous-marins d'attaque conventionnels, construits par  Vickers Shipbuilding and Engineering est directement dérivée de la classe 206. Ils ont été construits grâce à la collaboration de Howaldtswerke-Deutsche Werft AG (HDW) (pour les plans initiaux), Vickers Shipbuilding and Engineering, Ltd (pour la construction) et la marine israélienne (pour les spécifications). Ils étaient utilisés par la marine israélienne. Ce furent les premiers sous-marins neufs acquis par la marine israélienne.

## Historique
Les premiers sous-marins israéliens étaient d’anciens navires anglais Classe T ou S dont la conception datait soit des années 1930 soit de la Seconde Guerre mondiale. Après la perte du INS Dakar (Ex HMS Totem, classe T) et de tout son équipage en janvier 1968 lors de son voyage devant l’amener en Israël, la Marine israélienne décide de s'équiper en sous-marins modernes. Ces sous-marins sont peints en vert, et disposent de torpilles de 553 mm filoguidées. Ils sont utilisés intensément pendant la première Guerre du Liban en 1982. En 1983 des missiles UGM-84 Sub-Harpoon et leurs contrôles de tir sont installés sur les Gal.

## Les navires
- INS Gal (Retiré du service en 2000, exposé au Musée Naval d'Haifa)
- INS Tanin (1976) (Retiré du service en 2002)
- INS Rahav (1977) (Retiré du service en 1997)

Ils sont maintenant remplacés par la classe Dolphin.